# هیرفورد (پنسیلوانیا)
هیرفورد (به انگلیسی: Hereford) یک منطقهٔ مسکونی در ایالات متحده آمریکا است که در شهرستان برکس، پنسیلوانیا واقع شده‌است. هیرفورد ۹۳۰ نفر جمعیت دارد.